# Magyar Nemzet
Magyar Nemzet är Ungerns största tidning. Namnet betyder litterärt Ungerska nationen. Tidningens huvudkontor ligger i Budapest.